# Lluciapomaresius stalii
Lluciapomaresius stalii is een rechtvleugelig insect uit de familie van de sabelsprinkhanen (Tettigoniidae). De wetenschappelijke naam van deze soort is voor het eerst voorgesteld als Ephippiger stalii door Ignacio Bolívar in een publicatie uit 1877.
Deze soort komt verspreid voor in de noordelijke helft van Spanje en Portugal.